# Хай щастить, містер Єйтс
Хай щастить, містер Йейтс (англ. Good Luck, Mr. Yates) — американська драма 1943 року режисера Рея Енрайта, за сценарієм Лу Бреслоу та Адель Командіні. У фільмі грали Клер Тревор, Джесс Баркер, Едгар Бьюкенен, Том Ніл, Альберт Бассерман та Генрі Арметта. Прем'єра фільму компанії Columbia Pictures відбулась 29 червня 1943 року.

## У ролях
- Клер Тревор - Рут Джонс
- Джесс Баркер — Олівер Йейтс
- Едгар Бьюкенен — Джонсі Джонс
- Том Ніл — Чарлі Едмондс
- Альберт Бассерман — доктор Карл Гессер
- Генрі Арметта — Майк Залоріс
- Скотті Беккет — Джиммі Діксон
- Томмі Кук — Джонні Залоріс
- Френк Саллі — Джо Бріггса
- Дуглас Лівітт — Монті Кінг
- Розіна Галлі — Кеті Залоріс
- Вільям Рой — Планкетт
- Конрад Біньон — Роб Коулз
- Боббі Ларсон — Росс
- Руді Вісслер — Вілсон
- Льюїс Вілсон — Паркхерст (в титрах не вказаний)